# Maskenhakenschnabel
Der Maskenhakenschnabel (Diglossa cyanea) ist eine Vogelart aus der Familie der Tangaren (Thraupidae). Die Art hat ein großes Verbreitungsgebiet, das die südamerikanischen Länder Bolivien, Peru, Ecuador, Kolumbien und Venezuela umfasst. Der Bestand wird von der IUCN als nicht gefährdet (Least Concern) eingeschätzt.

## Merkmale
Der Maskenhakenschnabel erreicht eine Körperlänge von etwa 13,5 bis 14,5 Zentimetern. Der Unterkiefer des relativ langen schwarzen Schnabels ist nur leicht nach oben gebogen, hat aber den für Hakenschnäbel typischen Haken an der Spitze. Die hellrote Iris steht in auffälligem Kontrast zur schwarzen Gesichtsmaske, die sich über Stirn, die seitlichen Kopfbereiche bis hinter die Augen und das Kinn erstreckt. Der Rest des Körpers ist dunkelblau. Der Geschlechtsdimorphismus ist nicht besonders ausgeprägt, einzig die generelle Färbung des Federkleids wirkt beim Weibchen etwas stumpfer.

## Verbreitung und Lebensraum
Man findet die Vögel in den feuchten Wäldern und Nebelwäldern in Höhen zwischen 1500 und 3700 Metern sowie dem unmittelbar angrenzendem Gestrüpp und Gebüsch. Meist bewegen sie sich aber über 2000 Meter. In ihrem natürlichen Biotop befinden sich normalerweise nur wenige Epiphyten. Man kann sie in Stratifikationsschichten zwischen 0,5 und 7 Metern beobachten. Oft sitzen in den Kronen von Polylepis.

## Verhalten
Normalerweise sieht man die Maskenhakenschnäbel alleine, in Paaren oder kleineren Familiengruppen. Hin und wieder sind sie auch in gemischten Scharen mit anderen Hakenschnäbeln unterwegs. Sie sind sehr aktiv und bewegen sich sehr schnell. Ihr Futter finden sie an den Zweigen und Lianen der mittleren Stratifikationsschichten, wobei sie sich dabei oft in gut getarnt dichten Büschen oder anderem Dickicht aufhalten. Sie untersuchen Spalten in der Baumrinde, herausstehende Zweige und hängen sich auf der Suche nach Beeren und Insekten geschickt an diese. Zum Ausbalancieren bewegen sie ihren Schwanz von einer Seite zu anderen Seite. Besonders aggressiv scheint sie gegenüber dem Schwarzkehl-Hakenschnabel (Diglossa brunneiventris) aufzutreten. Im Gegensatz zu anderen Hakenschnäbeln durchbohren sie mit ihrem Schnabel nur selten Blumenkronen, um an deren Nektar zu kommen. Ihr napfförmiges Nest bauen sie aus Gras und Moos. Die Eier sind blassgrün mit blauen und rotbraunen Flecken.

## Unterarten
Es sind fünf Unterarten bekannt:
- Diglossa cyanea cyanea (Lafresnaye, 1840)[3] – Nominatform. Man findet diese Subspezies in den venezolanischen Anden in den Bundesstaaten Trujillo, Mérida und Táchira, in Kolumbien in allen Andenteilen außer der in der Sierra de Perijá. In Ecuador kommt sie ebenfalls fast in allen Andenbereichen vor, wird aber im Südwesten durch D. c. dispar ersetzt.
- Diglossa cyanea tovarensis Zimmer & Phelps, 1952[4] Kommt in der Küstenregion nahe Colonia Tovar in Höhen zwischen 1800 und 1900 Metern vor. Ähnelt am ehesten D. c. dispar hat aber schwarze Bereiche am Scheitel und Kinn. Die Färbung ist im Gegensatz  zur Nominatform eher blau mit weniger violetter Tönung.
- Diglossa cyanea obscura Phelps & Phelps, Jr, 1952[5] kommt nur in der subtropischen Zone im Tal des Río Negro in der Sierra de Perijá im extremen Nordwesten Venezuelas vor.
- Diglossa cyanea dispar Zimmer, JT, 1942[6] Ist präsent im Nordwesten der Region Cajamarca bis in den extremen Südwesten Ecuadors. Ähnelt der Nominatform. Die generelle blaue Färbung ist weniger violett und eher grünlich.
- Diglossa cyanea melanopis Tschudi, 1844[7] Kommt in der gesamten Andenregion Perus vor, außer im Nordosten, wo sie durch D. c. dispar ersetzt wird.  In Bolivien findet man sie im Norden in den Departamentos Cochabamba und La Paz. Ist etwas größer und dunkler als die Nominatform. Der gesamte Farbton wirkt etwas stumpfer und violetter.

## Etymologie und Klassifizierung
Der Gattungsname ist von griechisch dis, di- (= zwei) und glossa (= Zunge) abgeleitet und bezieht sich auf die typische U-förmige Zunge dieser Gattung. Das Wort cyanea in der Namensgebung leitet sich vom griechischen Wort kyanos (=blau) ab.
Einige Autoren platzieren den Maskenhakenschnabel in der Gattung Diglossopis. Sie argumentieren, dass sich der Schnabel, der Schädel und vor allem die Zunge des Maskenhakenschnabels, des Silberhakenschnabels (Diglossa caerulescens), des Ultramarin-Hakenschnabels (Diglossa glauca) und des Indigohakenschnabel (Diglossa indigotica) sich deutlich von der Gattung Diglossa unterscheiden. Des Weiteren wird ins Feld geführt, dass diese Arten sich mehr von Beeren und Insekten und weniger von Nektar ernähren. Morphologische Überlegungen führen dazu, dass das South American Classification Committee eine Trennung der Gattungen Diglossopis von Diglossa bisher ablehnt.